# 孫鏡鴻
孫鏡鴻（DIEGO SWING，?—2010年）澳門賭王何鴻燊外甥，前香港藝員，淡出娛樂圈後曾為塔羅牌占卜師。
孫鏡鴻是何婉文的兒子。1970年代，1980年代在香港娛樂圈及亞洲電視主要飾演外國人角色。
他於2010年離世，其骨灰安放於昭遠墳場。

## 演出作品

### 電視劇集
- 1980年 大地恩情 飾 神父
- 1981年 大俠霍元甲 飾 波索夫
- 1981年 浴血太平山 飾 史密夫
- 1981年 再會太平山 飾 亞爾拔
- 1981年 佛山贊先生 飾 洋槍教練
- 1982年 香城浪子 飾 王警司
- 1982年 廉政先鋒 飾 基斯·威特先生（香港電話公司（盈科大衍地產前身）前物業部經理）
- 1982年 萬水千山總是情 飾 Johnson
- 1984年 霍東閣 飾 尚沙先生
- 1986年 孖寶太子 飾 拉蘇
- 1986年 清末四大奇案之楊月樓奇冤 飾 英國領事
- 1987年 滿清十三皇朝 飾 湯若望
- 1988年 誓不低頭 飾 甘地
- 1988年 太平天國 飾 英國使者
- 1993年 龍兄鼠弟 飾 Mr.Tai
- 1996年 千王之王重出江湖 飾 王風
- 1997年 我來自潮州 飾 Mr.Kart

## 電影

### 1981年
- 舞廳

### 1983年
- 家在香港
- 風水二十年
- 新蜀山劍俠

### 1984年
- 最佳拍檔女皇密令
- 夾心沙展

### 1987年
- 呷醋大丈夫

### 1990年
- 先發制人

### 1991年
- 賭俠2之上海灘賭聖 飾 神父

### 1992年
- 賭城大亨之新哥傳奇 飾 阿芳素博士
- 極度誘惑
- 伴我縱橫 飾 高神父
- 現代應召女郎

## 參看
- 何東家族

## 外部連結
1. 黎芷珊位列親屬（页面存档备份，存于）。（中文）
2. 賭王外甥窮風流　孫鏡鴻壹週刊，2002年2月21日。（繁體中文）